# Youri Djorkaeff
Youri Raffi Djorkaeff (Lyon, Francuska, 9. ožujka 1968.) je bivši francuski nogometaš i nacionalni reprezentativac. S Francuskom je osvojio svjetski (1998.) i europski (2000.) naslov te Kup konfederacija 2001. Nogometnu karijeru završio je u američkom New York/New Jersey MetroStarsu te danas vodi vlastitu fondaciju Youri Djorkaeff Foundation.

## Karijera

### Počeci
Djorkaeff se rodio 9. ožujka 1968. u Lyonu kao sin oca Jeana Djorkaeffa koji je kalmičko-poljskog podrijetla te majke Armenke. Ime Youri dobio je po liku Jurija Živaga kojeg je tumačio Omar Sharif u kultnom filmu Doktor Živago. Odrastao je u nogometnoj obitelji jer je i sam otac bio francuski reprezentativac i kapetan a kasnije nogometni trener dok su braća Denis i Micha također bili nogometaši.

### Klupska karijera
Igrač je nogometnu karijeru započeo 1985. u Grenobleu čije boje je branio četiri godine. Tijekom tog razdoblja u klubu je dobio nadimak "mali Mozart". Nakon toga je predsjednik kluba Marc Braillon prihvatio ponudu Strasbourga od pet milijuna franaka. U novom klubu igrač je potvrdio svoju kvalitetu zbog čega ga nakon jedne sezone Arsène Wenger dovodi u AS Monaco kojeg je tada vodio.
U to vrijeme Djorkaeff je kombinirao svoje klupske s vojnim obvezama. Tada je služio vojsku u bataljonu Joinville koji je bio namijenjen sportašima. Tijekom prve sezone s klubom je osvojio Coupe de France protiv Olympique Marseillea, međutim, Wenger ga je kritizirao zbog zanemarivanja igranja u obrani.
Istekom ugovora koji mu nije produžen, Djorkaeff je kao slobodni igrač otišao u pariški PSG. U novom klubu, Youri se prometnuo u jednog od najboljih igrača Ligue 1. S Parižanima je 1995. osvojio francuski Superkup a godinu potom i svoj prvi europski trofej, Kup pobjednika kupova. U finalu igranom na briselskom stadionu kralja Baudouina pobijeđen je bečki Rapid s minimalnih 1:0 a Djorkaeff je igrao cijeli susret.
Završetkom EURA 1996. u Engleskoj, igrač je zbog Bosmanovog pravila dobio mogućnost da zaigra za mnogo veće klubove. Tako su mu direktne ponude dali FC Barcelona, Valencija i Sevilla a u konačnici je odabrao milanski Inter. Nerazzurri su ga tada platili 38 milijuna franaka. Iako s klubom nije ostvario značajne rezultate u nacionalnom prvenstvu i kupu, uspješniji je bio na europskoj razini. Tako je Inter s njime stigao do finala Kupa UEFE u kojem je slavio Schalke 04 boljim izvođenjem jedanaesteraca. Za razliku od Djorkaeffa, neprecizni s bijele točke bili su Winter i Zamorano. Sljedeće sezone s klubom je ponovo igra finale istog natjecanja na stadionu svojeg bivšeg kluba, Parku prinčeva. Ondje je u talijanskom finalu između Intera i Lazija bila bolja milanska momčad s velikih 3:0. Sam igrač nije zabio gol ali je ukupno gledajući imao velike zasluge za taj uspjeh. Također, postao je jedan od tada tek nekoliko francuskih nogometaša koji su uspjeli osvojiti dva različita europska klupska turnira s različitim klubovima.
Unatoč svim zaslugama za Inter, odnosi u klubu nisu bili dobri (bez obzira na naklonost predsjednika Massima Morattija) te je Djorkaeff odlučio napustiti Italiju. Interes za njega pokazali su Valencija, Borussia Dortmund i Middlesbrough, međutim odabrao je Kaiserslautern. Njegov odabir je iznenadio mnoge a momčad je tada vodio Otto Rehhagel, tvorac grčkog nogometnog čuda. Youri se brzo aklimatizirao na Bundesligu a na njegovo službeno predstavljanje došlo je 35.000 navijača na tribine kluba. Bio je smatran jednim od tri najbolja strana igrača u njemačkom prvenstvu dok je u glasovanju 18 klupskih kapetana proglašen igračem mjeseca studenog. Tijekom prve sezone zabio je jedanaest prvenstvenih golova, klub je osvojio peto mjesto te plasman u Kup UEFA.
Unatoč uspjesima u prvoj sezoni, druga nije bila tako uspješna. Trener Otto Rehhagel je smijenjen usred sezone a zamijenio ga je Andreas Brehme. Odnosi između igrača i novog trenera bili su veoma loši a pogoršali su se nakon ispadanja kluba u polufinalu Kupa UEFE protiv španjolskog Alavésa. Naime, Kaiserslautern je u prvoj utakmici igranoj kod kuće teško poražen s 5:1 a Djorkaeff je nakon susreta otvoreno kritizirao način na koji je vođena momčad.
Unatoč nekoliko manje ili više uspješnih kontakata s francuskim klubovima (uključujući i Olympique Marseille), Youri je ostao u Kaiserslauternu. U novoj sezoni 2001./02. imao je problema s ozljedama te malom minutažom (uglavnom kao rezerva).
Tijekom zime 2002. otišao je u engleski Bolton Wanderers gdje se istaknuo po golovima i dobrim igrama. Time je zaslužio dobivanje kapetanske vrpce umjesto klupskog veterana Guðnija Bergssona. S Boltonom je 2004. igrao finale Liga kupa dok je jedno kraće razdoblje nastupao za Blackburn Rovers.
Kraj karijere Youri je proveo u njujorškom MetroStarsu za koji je posljednju službenu utakmicu odigrao 21. listopada 2006.

### Reprezentativna karijera
Djorkaeff je bio francuski reprezentativac u razdoblju od 1993. do 2002. godine. U tom plodnom razdoblju, igrač je s reprezentacijom osvojio naslov svjetskog (Francuska 1998.) i europskog (Belgija / Nizozemska 2000.) prvaka te Kup konfederacija (Japan / Južna Koreja 2001.).
Yourijeve odlične partije u dresu AS Monaca privukle su pažnju tadašnjeg izbornika Gérarda Houlliera. Za Tricolore je debitirao 13. listopada 1993. u kvalifikacijskoj utakmici za SP 1994. u SAD-u protiv Izraela. Ušao je u igru u 86. minuti kao zamjena za Davida Ginolu pri rezultatu 2:2. Međutim, Reuven Atar je u sudačkoj nadoknadi zabio pobjednički pogodak za senzacionalnu pobjedu Izraelaca na gostovanju na Parku 9rinčeva.
Francuska se u konačnici nije uspjela plasirati na samu završnicu turnira te je kormilo reprezentacije preuzeo novi izbornik Aimé Jacquet. On je u Tricolorima napravio značajne promjene te su novu generaciju činili igrači kao što su Djorkaeff, Zinedine Zidane, Bixente Lizarazu i Fabien Barthez. Sam Djorkaeff je postao svojevrsni jocker jer je zabijao ključne pogotke.
Prije nastupa na Svjetskom prvenstvu 1998. kojem je Francuska bila domaćin, Tricolori su osvojili Turnir Kralja Hassana II. u Maroku. Bio je to uvod u eksploziju zlatne francuske nogometne reprezentacije koja je osvojila svjetski naslov a sam Youri Djorkaeff bio je njezin važan član.
Zbog uspjeha ostvarenog 1998., Djorkaeffu je zajedno s reprezentativcima i izbornikom Jacquetom dodijeljen red viteza francuske Legije časti. Nakon tog uspjeha, Jacquet napušta reprezentaciju a novim izbornikom postaje Roger Lemerre. Sam Youri postaje najbolji nacionalni strijelac u kvalifikacijskoj skupini za EURO 2000. (ukupno tri pogotka Andori, Armeniji i Islandu).
Na samom turniru igrač je najprije zabio gol u skupini za konačnu pobjedu od 2:1 protiv Češke kao i u četvrtfinalu protiv Španjolske (svega šest minuta nakon Furijinog izjednačenja). Dok u polufinalu protiv Portugala nije nastupio, Lemerre ga nije izostavio u samom finalnom susretu s Talijanima. Ondje ga je u 76. minuti zamijenio David Trezeguet koji je u 103. minuti zabio zlatni gol čime je Francuska naslovu svjetskog pridodala i europski naslov. Nakon godinu dana uslijedio je i naslov pobjednika Kupa konfederacija u kojem je zabio gol domaćinu Južnoj Koreji u utakmici otvaranja.
Krajem 2000. godine odbio je igrati za Francusku u prijateljskoj utakmici protiv Turske. Kasnije je njegov suigrač Emmanuel Petit objasnio da su razlozi te odluke bile prijetnje smrću koje su mu upućene zbog armenskog podrijetla. Također, Djorkaeff je javno podržavao organizacije koje su govorile o turskom genocidu nad Armencima.
Na Svjetskom prvenstvu 2002. u Japanu / Južnoj Koreji, Tricolori su doživjeli debakl a uskoro je uslijedilo Yourijevo povlačenje iz reprezentacije.

#### Pogoci za reprezentaciju
| #   | Datum               | Mjesto                                            | Protivnik    | Pogodak | Rezultat | Natjecanje                                        |
| --- | ------------------- | ------------------------------------------------- | ------------ | ------- | -------- | ------------------------------------------------- |
| 1.  | 16. veljače 1994.   | Stadio San Paolo, Napulj, Italija                 | Italija      | 1 : 0   | 1 : 0    | Prijateljska utakmica                             |
| 2.  | 22. ožujka 1994.    | Lyon, Francuska                                   | Čile         | 2 : 1   | 3 : 1    | Prijateljska utakmica                             |
| 3.  | 29. svibnja 1994.   | Tokio, Japan                                      | Japan        | 1 : 0   | 4 : 1    | Prijateljska utakmica                             |
| 4.  | 16. kolovoza 1995.  | Park prinčeva, Pariz, Francuska                   | Poljska      | 1 : 1   | 1 : 1    | Prijateljska utakmica                             |
| 5.  | 6. rujna 1995.      | Stade de l'Abbé-Deschamps, Auxerre, Francuska     | Azerbajdžan  | 2 : 0   | 10 : 0   | Kvalifikacije za EURO 96' u Engleskoj             |
| 6.  | 6. rujna 1995.      | Stade de l'Abbé-Deschamps, Auxerre, Francuska     | Azerbajdžan  | 9 : 0   | 10 : 0   | Kvalifikacije za EURO 96' u Engleskoj             |
| 7.  | 11. listopada 1995. | Bukurešt, Rumunjska                               | Rumunjska    | 2 : 0   | 3 : 1    | Kvalifikacije za EURO 96' u Engleskoj             |
| 8.  | 15. studenog 1995.  | Caen, Francuska                                   | Izrael       | 1 : 0   | 2 : 0    | Kvalifikacije za EURO 96' u Engleskoj             |
| 9.  | 24. siječnja 1996.  | Park prinčeva, Pariz, Francuska                   | Portugal     | 1 : 1   | 3 : 2    | Prijateljska utakmica                             |
| 10. | 24. siječnja 1996.  | Park prinčeva, Pariz, Francuska                   | Portugal     | 2 : 2   | 3 : 2    | Prijateljska utakmica                             |
| 11. | 13. lipnja 1996.    | Leeds, Engleska                                   | Španjolska   | 1 : 0   | 1 : 1    | EURO 1996                                         |
| 12. | 31. kolovoza 1996.  | Park prinčeva, Pariz, Francuska                   | Meksiko      | 2 : 0   | 2 : 0    | Prijateljska utakmica                             |
| 13. | 9. listopada 1996.  | Park prinčeva, Pariz, Francuska                   | Turska       | 3 : 0   | 4 : 0    | Prijateljska utakmica                             |
| 14. | 2. travnja 1997.    | Park prinčeva, Pariz, Francuska                   | Švedska      | 1 : 0   | 1 : 0    | Prijateljska utakmica                             |
| 15. | 11. lipnja 1997.    | Park prinčeva, Pariz, Francuska                   | Italija      | 2 : 1   | 2 : 2    | Tournoi de France 1997.                           |
| 16. | 12. studenog 1997.  | Stade Geoffroy-Guichard, Saint-Étienne, Francuska | Škotska      | 2 : 1   | 2 : 1    | Prijateljska utakmica                             |
| 17. | 29. svibnja 1998.   | Casablanca, Maroko                                | Maroko       | 2 : 2   | 2 : 2    | Turnir Kralja Hassana II.                         |
| 18. | 24. lipnja 1998.    | Lyon, Francuska                                   | Danska       | 1 : 0   | 2 : 1    | Mundijal 98' u Francuskoj                         |
| 19. | 14. listopada 1998. | Stade de France, Saint-Denis, Francuska           | Andora       | 2 : 0   | 2 : 0    | Kvalifikacije za EURO 00' u Belgiji / Nizozemskoj |
| 20. | 20. siječnja 1999.  | Stade Vélodrome, Marseille, Francuska             | Maroko       | 1 : 0   | 1 : 0    | Prijateljska utakmica                             |
| 21. | 8. rujna 1999.      | Hrazdan, Erevan, Armenija                         | Armenija     | 1 : 1   | 3 : 2    | Kvalifikacije za EURO 00' u Belgiji / Nizozemskoj |
| 22. | 9. listopada 1999.  | Stade de France, Saint-Denis, Francuska           | Island       | 2 : 0   | 3 : 2    | Kvalifikacije za EURO 00' u Belgiji / Nizozemskoj |
| 23. | 4. lipnja 2000.     | Casablanca, Maroko                                | Japan        | 2 : 2   | 2 : 2    | Turnir Kralja Hassana II.                         |
| 24. | 6. lipnja 2000.     | Casablanca, Maroko                                | Maroko       | 2 : 0   | 5 : 1    | Turnir Kralja Hassana II.                         |
| 25. | 16. lipnja 2000.    | Brugge, Belgija                                   | Češka        | 2 : 1   | 2 : 1    | EURO 00' u Belgiji / Nizozemskoj                  |
| 26. | 25. lipnja 2000.    | Brugge, Belgija                                   | Španjolska   | 2 : 1   | 2 : 1    | EURO 00' u Belgiji / Nizozemskoj                  |
| 27. | 25. travnja 2001.   | Stade de France, Saint-Denis, Francuska           | Portugal     | 4 : 0   | 4 : 0    | Prijateljska utakmica                             |
| 28. | 30. svibnja 2001.   | Daegu, Južna Koreja                               | Južna Koreja | 4 : 0   | 5 : 0    | Kup konfederacija u Japanu i Južnoj Koreji        |

## Završetak karijere
Nakon što je prekinuo svoju nogometnu karijeru, Djorkaeff je ostao živjeti u Americi gdje je stvorio vlastitu fondaciju koja financijski potpomaže te osigurava školarinu djeci koja ondje nemogu igrati nogomet. Također, putuje u domovinu gdje je TV komentator utakmica Ligue 1.

## Osvojeni trofeji

### Klupski trofeji
| Klub        | Trofej                | Sezona / godina |
| Francuska   | Francuska             | Francuska       |
| ----------- | --------------------- | --------------- |
| Monaco      | Coupe de France       | 1991.           |
| PSG         | Trophée des champions | 1995.           |
| PSG         | Kup pobjednika kupova | 1995./96.       |
| Italija     |                       |                 |
| Inter Milan | Kup UEFA              | 1997./98.       |

### Reprezentativni trofeji
| Turnir                                     | Trofej | Godina |
| ------------------------------------------ | ------ | ------ |
| SP u Francuskoj                            | Zlato  | 1998.  |
| EP u Nizozemskoj i Belgiji                 | Zlato  | 2000.  |
| Kup konfederacija u Japanu i Južnoj Koreji | Zlato  | 2001.  |